# Kwajŏnpŏp
Le Kwajŏnpŏp (hangeul : 과전법 ; hanja : 科田法) est un code agraire mis en place 1391 en Corée par le roi Taejo au moment de l'instauration de la période Joseon. Le but de cette réforme agraire est de saper la puissance des grandes familles aristocratiques soutien de la dynastie précédente et de s'assurer le soutien du peuple. 
Le Kwajŏnpŏp fixe une nouvelle répartition des terres. L'État nationalise ainsi les terres des grandes familles, causant leurs faillites. Les terres servant à assurer le financement des fonctionnaires sont limitées à la région du Kyŏnggi, à proximité immédiate de la nouvelle capitale à Hanyang (Séoul), là où la surveillance est plus simple à établir. Dans le reste du pays, les terres sont exploitées directement par les paysans, qui reversent une taxe fixe. La réforme permet ainsi d'assurer au nouvel État des revenus importants et stables, tout en écartant les anciens pouvoirs et en s'assurant le soutien des paysans.